# Dianthus laingsburgensis
Dianthus laingsburgensis är en nejlikväxtart som beskrevs av Hooper. Dianthus laingsburgensis ingår i släktet nejlikor, och familjen nejlikväxter. Inga underarter finns listade i Catalogue of Life.